# Listing

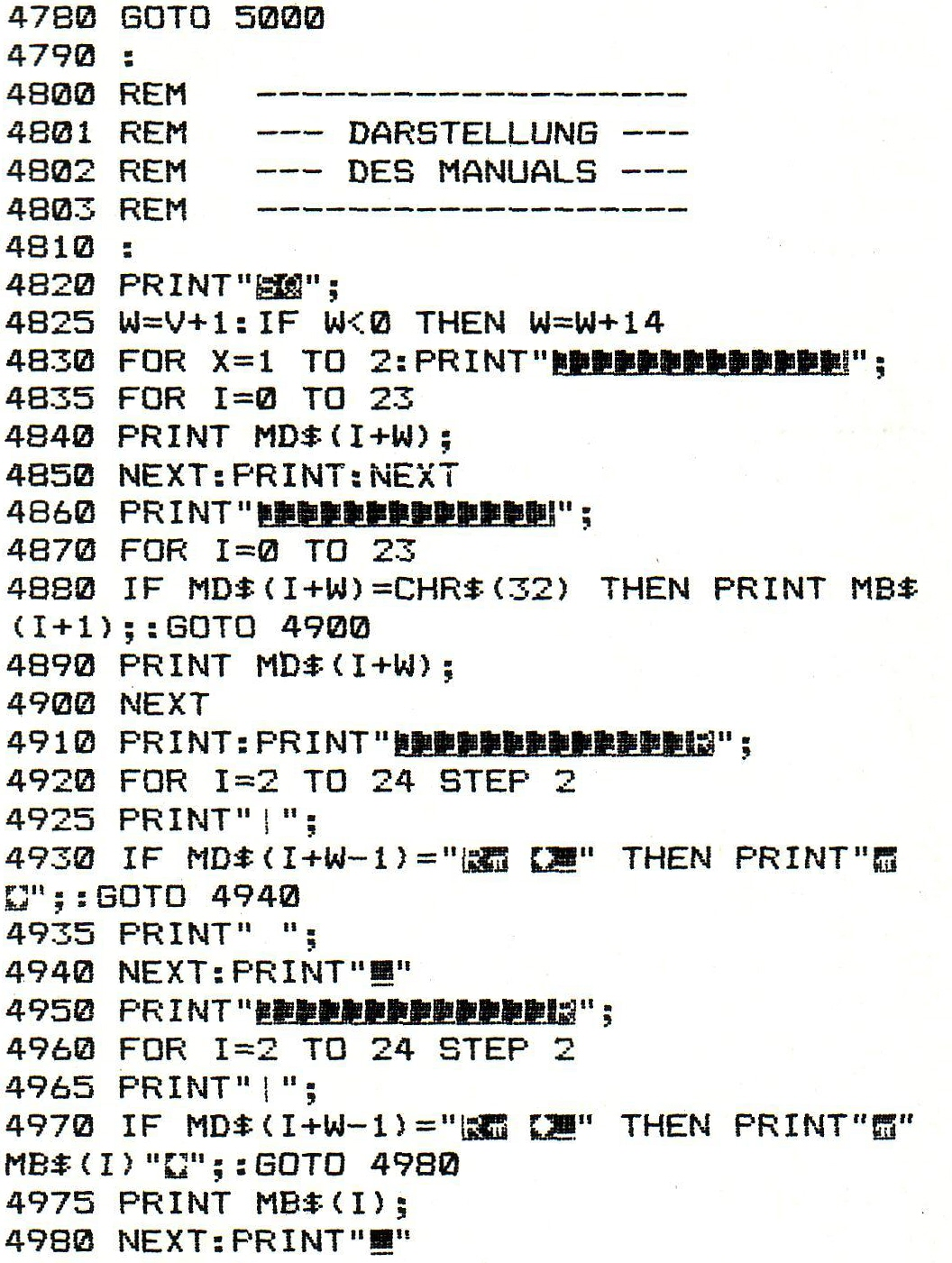
Listing programu w BASICu

Listing to wydruk kodu źródłowego programu. Mianem listingu określa się kody zawarte w literaturze, czasopismach oraz stronach WWW. Dodatkowo dla listingów publikowanych w Internecie często jest stosowane kolorowanie składni.